# 内田正雄
内田 正雄（うちだ まさお、1839年1月5日（天保9年11月20日） - 1876年（明治9年）2月1日）は江戸時代末期から明治時代初期にかけての日本の洋学者。旧幕臣。通称・恒次郎。
昌平黌、長崎海軍伝習所で学び、文久2年（1862年）にオランダ留学。明治維新後、大学南校で教える。官版世界地理書『輿地誌略』を刊行した。

## 来歴
天保9年（1838年）、小普請組・石川主水支配下の300石の幕臣・万年三郎兵衛の二男として江戸に生まれる。実名は正章、通称は恒次郎。幼いころより学問を好み神童と呼ばれるも剣術家としても知られていた。
安政4年（1857年）、前年に受験した昌平黌の学問吟味に甲科及第し、好成績で非常な秀才と認められる。この頃、蘭学塾に入り、赤松則良からオランダ語の指導を受ける。長崎海軍伝習所三期生として選抜され伝習所で航海術と測量法を学び、さらに語学・世界地理・西洋数学をオランダ人教師から学んだ。
安政6年（1859年）に伝習所が廃止された後も長崎にとどまり、微分・積分など数学の個人教授を受けた。同年、江戸へ戻り軍艦操練所の教授方手伝となった。
万延元年（1860年）、1,500石の旗本・内田主膳の婿養子となり内田姓となる。文久元年（1861年）、正式に軍艦操練所教授方となった。また、榎本武揚とともに軍艦組出役となった。
文久2年（1862年）、幕府のオランダへの軍艦（後の開陽）発注に伴い派遣されるオランダ留学生として榎本武揚・赤松則良・澤太郎左衛門・西周・津田真道ら15人を率いて9月11日に出航。途上、ボルネオ島の近海で海難事故に遭い、蘭領バタヴィア（現在のジャカルタ）で一ヶ月滞在する。その際、市内や周辺のスケッチを行い、文献や資料を収集した。
再びオランダ船でインド洋を西航し、喜望峰を回り、大西洋を北上し、出航から７ヶ月後の文久3年（1863年）4月、ロッテルダムに到着した。オランダ滞在中、「開陽」の建造を見守りつつ同地で船具、運用術、砲術などを学ぶ。内田は一行の中で最も身分の高い直参旗本であったことから留学生の代表である取締役を命じられ、資金の管理、第2回遣欧使節団の応接、パリ万博の幕府側出品交渉役など多岐にわたる職務も担当した。渡欧中は軍事だけでなく美術に強い関心を抱き、美術品を収集、油彩画を購入し、後に日本へ持ち込み明治初期の博覧会（湯島聖堂博覧会など）に繰り返し出品した。これは明治初期の貴重な西洋画教材となった。
元治元年（1864年）、ドルトレヒトで建造中の軍艦に「開陽」と命名。フランスへ二度出張し、フランス海軍の動向を視察し、イギリスにも出張した。慶応2年（1866年）、「開陽」が完成し、留学生らの手によってオランダよりマゼラン海峡、ケープタウンを経由してインド洋から日本まで世界一周を果たして慶応3年（1867年）3月、日本へ帰還した。
帰国後、軍艦頭まで昇進し、軍艦操練所にて陸上勤務を務めた。しかし明治維新による政権交代により海軍を除隊し軍事職を辞任。
維新後は名を正雄と改めた。明治政府に招かれると、学校取調御用掛を務め、大学南校の官吏となる。その傍ら多くの著作を成し、代表作として世界一周の経験をもとにして地理書『輿地誌略』がある。『輿地誌略』は世界の国勢や政体・風俗・歴史を5つの地域に分けて図版を多く交えて書いた啓蒙的なもので福澤諭吉の『学問のすゝめ』や中村正直の『西国立志編』と並んで明治の三書と称されるベストセラーになり、当時の各府県の小学校、師範学校の教科書としても用いられた。
美術に関する見識を買われ、博物局長・町田久成に招かれ、墺国博覧会事務局へ出向し壬申検査に参加する。
明治6年（1873年）に辞官し、翻訳著述に専念するも明治9年（1876年）に病で死去した。

## 著作
著書・編書
- 『海外国勢便覧』 大学南校、1870年
- 『輿地誌略』 大学南校、1870年初篇 ／ 文部省、1871年二篇 ／ 修静館、1875年3月三篇 ／ 1877年2月四篇巻十
  - 海後宗臣編纂 『日本教科書大系 近代編第十五巻 地理（一）』 講談社、1965年2月 - 巻一・巻二を収録。
  - 加藤周一校注 『日本近代思想大系 16 文体』 岩波書店、1989年1月、ISBN 4002300161 - 抄録
- 『史略』 文部省、1872年巻三・巻四

訳書
- 『和蘭学制』 開成学校、1869年（2冊）
  - 吉野作造編輯代表 『明治文化全集 第十巻 教育篇』 日本評論社、1928年3月 ／ 明治文化研究会編 『明治文化全集 第十八巻 教育篇』 日本評論社、1967年12月 ／ 明治文化研究会編 『明治文化全集 第十一巻 教育篇』 日本評論社、1992年10月、ISBN 4535042519
  - 『官板和蘭学制』 雄松堂書店〈明治初期教育稀覯書集成〉、1980年8月
- 『海軍沿革論』 開成学校、1869年前篇 ／ 大学南校、1871年後篇
- 『地学教授本』 修静館、1875年巻一・巻二
- 『洛氏天文学』 木村一歩共訳、文部省、1879年3月（上下2冊）

## 関連文献
- あられのや主人 「内田恒次郎小伝」（『旧幕府』第3巻第1号、裳華房、1899年1月）
  - 『旧幕府 3』 臨川書店、1971年5月
  - 『旧幕府 合本4』 原書房、1971年6月
  - 『旧幕府 3』 マツノ書店、2003年2月
- 「内田正雄」（日本史籍協会編輯 『百官履歴 下巻』 日本史籍協会、1928年2月）
  - 日本史籍協会編 『百官履歴 2』 東京大学出版会〈日本史籍協会叢書〉、1973年7月
  - 日本史籍協会編 『百官履歴 2』 北泉社、1997年1月、ISBN 4938424711
- 海後宗臣 「和蘭学制解題」（前掲 『明治文化全集 第十巻 教育篇』 ほか）
  - 海後宗臣著 『海後宗臣著作集 第七巻 日本教育史研究I』 東京書籍、1980年2月
- 「官板和蘭学制」（唐沢富太郎解説 『明治初期 教育稀覯書集成（一） 解説』 雄松堂書店、1980年8月）
  - 唐沢富太郎 「内田正雄 : 「和蘭学制」「輿地誌略」の編輯者」（唐沢富太郎編著 『図説 教育人物事典 : 日本教育史のなかの教育者群像 中巻』 ぎょうせい、1984年4月）
- 大久保利謙編著 『幕末和蘭留学関係史料集成』 雄松堂書店〈日蘭学会学術叢書〉、1982年2月
  - 大久保利謙編 『続 幕末和蘭留学関係史料集成』 雄松堂書店〈日蘭学会学術叢書〉、1984年2月
- 東京国立博物館編 『東京国立博物館所蔵 幕末明治期写真資料目録 2』 国書刊行会、2000年6月、ISBN 4336042365